# Infrastam
In de zoölogie is een infrastam een taxonomische rang of een taxon in die rang. Een infrastam wordt, of werd, soms gebruikt om tot een indeling te komen, maar met de opkomst van de cladistiek zouden zoveel rangen nodig zijn dat de daar aan aangepaste naamgeving veelal achterwege blijft. 